# Le Tech
Le Tech (catalansk: El Tec) er en by og kommune i departementet Pyrénées-Orientales i Sydfrankrig.

## Geografi
Le Tech ligger i Pyrenæerne 55 km sydvest for Perpignan helt op til den spanske grænse. Nærmeste byer er mod vest Prats-de-Mollo (7 km) og mod øst Arles-sur-Tech (13 km).

## Demografi

### Udvikling i folketal
| 1962                                                              | 1968 | 1975 | 1982 | 1990 | 1999 | 2007 | 2013 | 2017 |
| ----------------------------------------------------------------- | ---- | ---- | ---- | ---- | ---- | ---- | ---- | ---- |
| 218                                                               | 152  | 126  | 124  | 124  | 84   | 86   | 111  | 95   |
| Tal fra og med 1962 er uden dobbelttælling (sans doubles comptes) |      |      |      |      |      |      |      |      |